# Weddellina
Weddellina é um género botânico pertencente à família Podostemaceae.